# Ölweidengewächse
Die Familie der Ölweidengewächse (Elaeagnaceae) gehört zur Ordnung der Rosenartigen (Rosales) innerhalb der Bedecktsamigen Pflanzen (Magnoliopsida). Diese kleine Familie enthält nur drei Gattungen mit etwa 50 bis 100 Arten. Sie ist auf der Nordhalbkugel und bis zum östlichen Australien verbreitet.
Es sind meist dornige und trockenheitsresistente Sträucher. Wichtigster Vertreter ist in Mitteleuropa der Sanddorn (Hippophae rhamnoides). Viele Arten werden durch den Menschen genutzt.

## Beschreibung

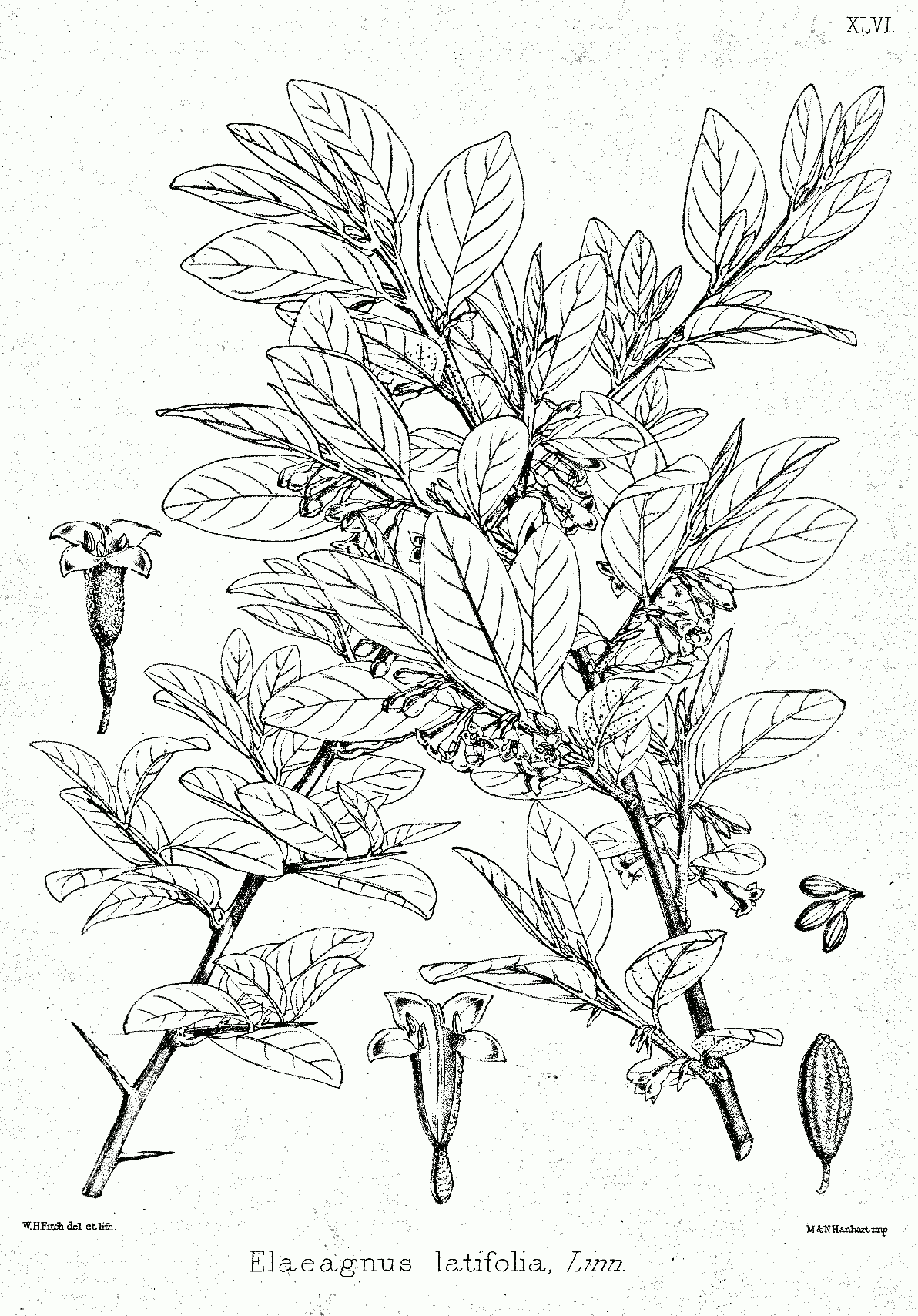
Illustration von Elaeagnus latifolia

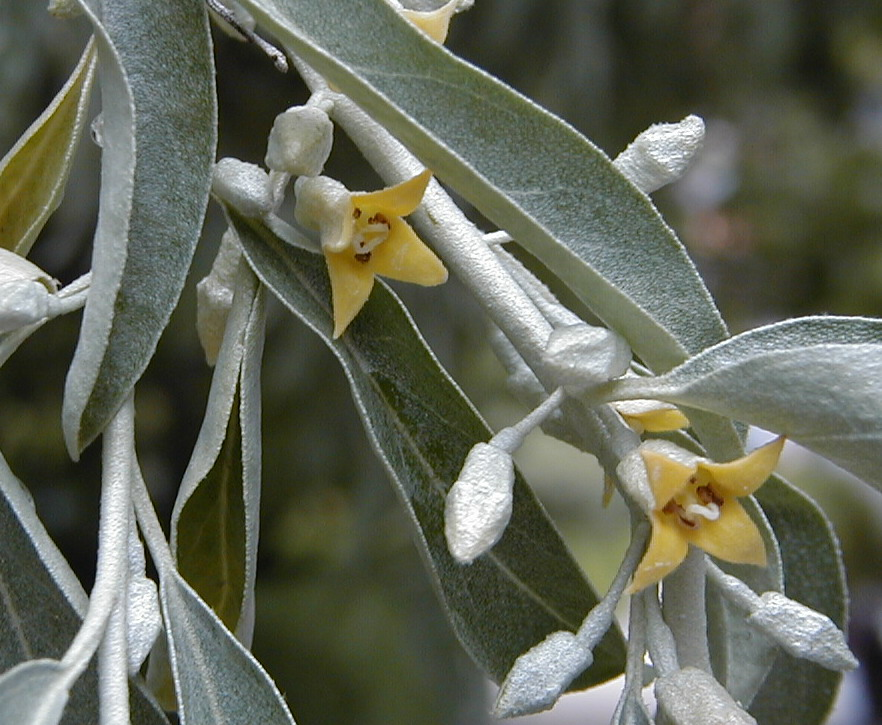
Behaarte Laubblätter und vierzählige Blüten von Elaeagnus angustifolia

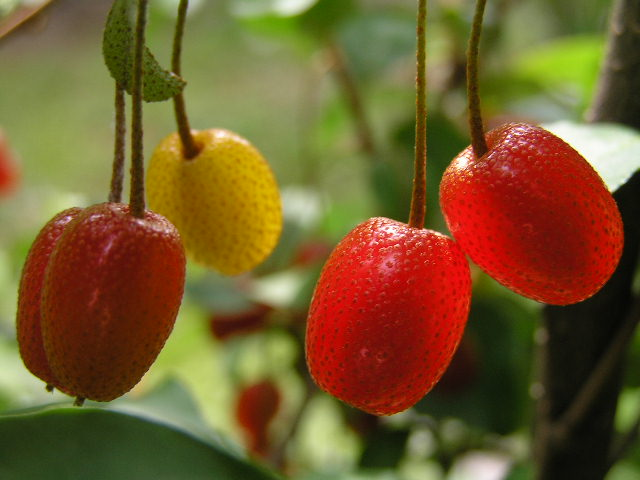
Früchte von Elaeagnus multiflora

Bei den meisten Arten kommen an den Wurzeln Wurzelknöllchen mit symbiontischen, stickstofffixierenden Bakterien der Gattung Frankia innerhalb der Actinomycetales (Aktinorrhiza) vor.

### Habitus und Blätter
Es sind immergrüne oder laubabwerfende, kleine Bäume oder Sträucher; manche Arten sind „Rutenpflanzen“. Einige Arten sind mit Dornen bewehrt. Oft sind es Xerophyten.
Die Laubblätter sind meist wechselständig und spiralig, selten gegenständig oder scheinbar wirtelig an den Zweigen angeordnet. Es sind fast immer Blattstiele vorhanden; sie können kurz sein. Die einfache Blattspreite ist fiedernervig und oft ledrig mit mehr oder weniger glattem Blattrand. Mindestens auf der Unterseite der Blattspreite befinden sich silbrige bis bräunliche, schildförmige Deck- und/oder Sternhaare, dadurch wirken die Blätter oft silbrig. Nebenblätter fehlen.

### Blütenstände und Blüten
Die Blüten stehen einzeln oder in Bündeln, kurzen oft traubigen oder ährigen Blütenständen zusammen. Die Blüten sind zwittrig oder eingeschlechtig. Wenn die Blüten eingeschlechtig sind dann sind die Arten meist zweihäusig getrenntgeschlechtig (diözisch).
Die radiärsymmetrischen Blüten sind oft vierzählig und duften oft. Ein relativ langes Hypanthium ist vorhanden. Die meist vier (zwei bis acht), petaloiden Kelchblätter sind verwachsen, wobei die Kelchzähne deutlich länger sind als die Kelchröhre; ihre Farben reichen von weiß über cremefarben bis gelb. Kronblätter fehlen. Es sind meist vier oder acht, selten zwei oder zwölf fertile Staubblätter vorhanden. Die sehr kurzen Staubfäden sind untereinander frei aber mit den Kelchblättern verwachsen. In weiblichen Blüten sind keine Staminodien und in den männlichen keine rudimentären Stempel enthalten. Es ist nur ein mittelständiges Fruchtblatt mit nur einer anatropen Samenanlage vorhanden. Das Fruchtblatt ist vom Hypanthium eng umhüllt, ist aber frei, und wirkt so als sei es unterständig. Der lange Griffel endet in einer länglichen bis kopfigen Narbe. Die Bestäubung erfolgt durch Insekten (Entomophilie) und durch Wind (Anemophilie).

### Früchte und Samen
Je Blüte wird eine Frucht gebildet, die durch die bei Fruchtreife fleischig werdende Basis des Blütenbechers umhüllt ist (eine Scheinfrucht) und so wie eine Beere oder eine Steinfrucht wirkt und einen einzelnen Samen enthält. Die reifen oft intensiv gefärbten Früchte werden von Vögeln gefressen und der Same unverdaut wieder ausgeschieden. Von einigen Arten ist bekannt, dass ihre Früchte über den Winter eintrocknen und in Flüssen fortgeschwemmt werden.

### Inhaltsstoffe und Chromosomensätze
Es werden Calciumoxalat-Kristalle eingelagert. In den Früchten sind Gerbstoffe und meist Vitamin C enthalten. Meist kommen Alkaloide vor. Wenn Proanthocyanidine vorhanden sind, dann sind es Cyanidin und Delphinidin. Ellagsäure wurde in allen drei Gattungen nachgewiesen. Meist kommen Saponine vor.
Die Chromosomenzahlen betragen n = 6, 10, 11, 13.

## Systematik und Verbreitung

Verbreitungskarte der Familie Elaeagnaceae

Der Familienname Elaeagnaceae wurde 1789 unter der Bezeichnung Elaeagni von Antoine Laurent de Jussieu in Genera Plantarum, S. 74–75 veröffentlicht. Die Typusgattung ist Elaeagnus L., deren botanischer Name sich aus den griechischen Bezeichnungen für Olive (Olea europaea) und Mönchspfeffer (Vitex agnus-castus) zusammensetzt. Es existieren die nicht gültigen Schreibweisen Eleagnus und Eleagnaceae.
Die Familie Elaeagnaceae wurde schon in die Ordnungen Rhamnales, Proteales und Thymelaeales gestellt.
Heute bilden innerhalb der Ordnung der Rosales die Elaeagnaceae mit den Dirachmaceae und Rhamnaceae eine Klade.
Fossile Pollen, die zur Familie der Elaeagnaceae gehören kennt man erst aus dem Oligozän vor 22 bis 39 Millionen Jahren. Es scheint, dass die Familie auf dem Nordkontinent Laurasia entstand, bevor er auseinanderbrach.
Das Gesamtverbreitungsgebiet der Familie Elaeagnaceae reichen von den gemäßigten Breiten der Nordhalbkugel über die Tropen bis ins östliche Australien. Zwei Gattungen mit 74 Arten kommen in China vor, davon 59 nur dort.
Es gibt in der Familie Elaeagnaceae drei Gattungen mit etwa 50 bis 100 Arten:
- Sanddorne (Hippophae L., Syn.: Rhamnoides Miller): Die etwa sieben Arten sind vom nordwestlichen Europa bis ins östliche Asien verbreitet. Alle sieben Arten kommen auch in China vor, mit dem Zentrum der Artenvielfalt auf dem Qinghai-Xizang-Plateau, vier Arten kommen nur in China vor. Die meisten Arten gedeihen in saisonal feuchten Gebieten.[3] Alle sind zweihäusig getrenntgeschlechtig (diözisch).
- Ölweiden (Elaeagnus L., Syn.: Oleaster Heister ex Fabricius): Die etwa 45 bis 90 Arten besitzen ein weites Verbreitungsgebiet, es reicht von Südeuropa bis Asien und Nordamerika. Alleine in China kommen 67 Arten vor, davon 55 nur dort.[3] Sie besitzen zwittrige Blüten oder sind einhäusig getrenntgeschlechtig (monözisch).
- Büffelbeeren (Shepherdia Nutt., Syn.: Lepargyrea Raf.): Die etwa drei Arten sind im nördlichen und westlichen Nordamerika verbreitet. Alle drei Arten sind zweihäusig getrenntgeschlechtig (diözisch) und besitzen gegenständige Laubblätter.

## Nutzung
Die Früchte vieler Arten sind essbar. Deshalb werden Elaeagnus- und Hippophae-Arten in vielen Gebieten der Erde angebaut oder es wird von Wildpflanzen gesammelt. Sie enthalten besonders viel Vitamin C. Einige Arten werden als Zierpflanzen in Parks und Gärten verwendet. Durch die stickstofffixierenden Frankia können sie noch in armen Böden gut gedeihen. Deshalb werden einige Arten, besonders Elaeagnus angustifolia zur Rekultivierung eingesetzt.